# Octobre 1971

## Événements
- Rétrospective Francis Bacon au Grand Palais à Paris.

- 1er octobre
- 16 octobre : Alice Haskins, botaniste américaine  (° 24 avril 1880) : ouverture du parc Magic Kingdom près d'Orlando en Floride. Cela marque la naissance du Walt Disney World Resort.

- 3 octobre : 
  - fondation de l’organisation humanitaire Médecins sans frontières.
  - Formule 1 : Grand Prix automobile des États-Unis.

- 5 octobre au 18 octobre, Paris : grève générale à la RATP. La région parisienne est paralysée.

- 9 octobre, France : Michel Poniatowski propose une grande fédération des centristes.

- 12 octobre, France :
  - Georges Marchais présente un programme pour un gouvernement d'union populaire.
  - Un Douglas R4D-6 (DC3) assurant un vol cargo entre Port-d'Espagne (TTPP, Trinité-et-Tobago) et Melville Hall (TDPD, Dominique) s'est écrasé sur le flanc Carmichaël en Guadeloupe, près de la source de la Petite Rivière de la Capesterre.

- 12 octobre au 16 octobre : le Chah organise sur les sites antiques de Persépolis et Pasargades des cérémonies fastueuses à l'occasion de la Célébration du 2 500e anniversaire de la fondation de l'empire perse
- 16 octobre : Alice Haskins, botaniste américaine  (° 24 avril 1880)

- 17 octobre : Jean-Jacques Servan-Schreiber devient président du Parti radical.

- 25 octobre : sous pression du bloc de l'Est, la république populaire de Chine est admise à l'ONU par 76 voix pour, 35 voix contre et 17 abstentions. Elle obtient son siège au Conseil de sécurité et remplace la république de Chine (Taïwan) qui est évincée (résolution 2758 (XXVI)).

- 27 octobre : le Congo, sous la férule de Mobutu, devient le Zaïre (« le fleuve », en langue kikongo). Léopoldville étant Kinshasa depuis 1966.

- 28 octobre : 
  - élection générale terre-neuvienne.
  - France : Michel Debré, ministre de la Défense, prend la décision d'extension du camp militaire du Larzac.
  - Loi sur la Communauté européenne. Le Parlement britannique ratifie de justesse la demande d’adhésion à la CEE.

## Naissances
- 16 octobre : Alice Haskins, botaniste américaine  (° 24 avril 1880)
- 6 octobre : Finito de Córdoba (Juan Serrano Pineda), matador espagnol.
- 8 octobre : Régis Mathieu, artisan français, bronzier d'art spécialiste de la restauration des lustres.
- 10 octobre : Ievgueni Kissine, pianiste virtuose russe.
- 12 octobre : Aga Khan V, chef spirituel des ismaéliens nizârites.
- 13 octobre : Sacha Baron Cohen, acteur anglais.
- 14 octobre : Alexandra Lamy, actrice française.
- 18 octobre : Emmanuelle Laborit, actrice française.
- 19 octobre : Stefan Hart de Keating, poète de slam mauricien.
- 20 octobre :
  - Dannii Minogue, chanteuse australienne.
  - Snoop Dogg, rappeur américain.
- 21 octobre : Ted Budd, homme politique américain.
- 29 octobre : 
  - Winona Ryder, actrice américaine.
  - Ma Huateng, homme d'affaires chinois.
- 30 octobre : Astrid Veillon, actrice française.

## Décès
12 octobre : Gene Vincent, Chanteur américain
- 16 octobre : Alice Haskins, botaniste américaine  (° 24 avril 1880)

- 19 octobre : César Girón, matador vénézuélien (° 13 juin 1933
- 24 octobre : Joseph Siffert, coureur automobile suisse (° 7 juillet 1936).